# Prescot
Prescot est une ville et une paroisse civile anglaise située dans le district métropolitain de Knowsley dans le comté du Merseyside. En 2001, sa population était de 11 184 habitants.

## Traduction
- (en) Cet article est partiellement ou en totalité issu de l’article de Wikipédia en anglais intitulé « Prescot » (voir la liste des auteurs).